# Flaga Kolumbii
Flaga Kolumbii – jeden z symboli państwowych Republiki Kolumbii.

## Wygląd i symbolika

### Wygląd
Flaga Kolumbii to prostokąt o proporcjach 2:3, podzielony na trzy poziome pasy, żółty, niebieski i czerwony, w stosunku 2:1:1. Do środka czasem dodawane są symbole, m.in. w banderach marynarki wojennej, banderach cywilnych lub delegacjach politycznych. Kolory flagi były wcześniej obecne we fladze Wielkiej Kolumbii.

### Symbolika
Istnieją różne interpretacje kolorów obecnych we fladze m.in. wersja, która zakłada, że: żółty symbolizuje kolumbijskie złoto, niebieski reprezentuje morza, natomiast czerwony odzwierciedla krew przelaną za wolność. Inna koncepcja mówi natomiast, że żółty jest symbolem suwerenności i sprawiedliwości, niebieski – lojalności i czujności, a czerwony – hojności oraz waleczności.

## Historia
Lokalny sprzeciw przeciwko władzy hiszpańskiej w tym, co teraz jest Kolumbią, rozpoczął się w Bogocie 20 czerwca 1810 roku. Rebelia szybko rozrosła się i objęła swoim zasięgiem również Cartagenę, Valle del Cauca oraz Antioquię. Regiony wkrótce ogłosiły niepodległość, każdy pod inną flagą – zawierały one kolory żółty, czerwony, niebieski, biały i srebrny. Zwycięstwo Simóna Bolívara w bitwie nad rzeką Boyacá 7 sierpnia 1819 roku doprowadziło do niepodległości Wielkiej Kolumbii i w grudniu tego samego roku nowo powstałe państwo przyjęło jako swoją flagę prostokąt podzielony na trzy poziome pasy: żółty, niebieski i czerwony.
W 1834 roku pasy zostały zmienione z poziomych na pionowe, a do środka wstawiono białą ośmioramienną gwiazdę, którą czasem, na specjalne okazje, zastępował herb. Obecna flaga została przyjęta, kiedy 10 grudnia 1861 roku rząd powrócił do poziomych pasów.

## Historyczne wersje flagi

Flaga Zjednoczonych Prowincji Nowej Granady w latach 1811–1814
Flaga Zjednoczonych Prowincji Nowej Granady w latach 1811–1814
Flaga Wielkiej Kolumbii w latach 1819–1820
Flaga Wielkiej Kolumbii w latach 1820–1821
Flaga Wielkiej Kolumbii w latach 1821–1831
Flaga Nowej Granady w latach 1831–1834
Flaga Nowej Granady w latach 1834-1858, oraz Konfederacji Granady w latach 1858–1861
Flaga Nowej Granady w 1861